# Ристухинская
Ристухинская — деревня в Вилегодском муниципальном округе Архангельской области.

## География
Находится в юго-восточной части Архангельской области на расстоянии приблизительно 23 км на восток-юго-восток по прямой от административного центра района села Ильинско-Подомское на правобережье речки Анаваж.

## История
В 1859 году здесь (тогда деревня Сольвычегодского уезда Вологодской губернии) было учтено 14 дворов. До 2020 года деревня входила в состав Павловского сельского поселения до его упразднения.

## Население
Численность населения: 109 человек (1859 год), 22 (русские 95 %) в 2002 году, 14 в 2010.